# Lathgertha

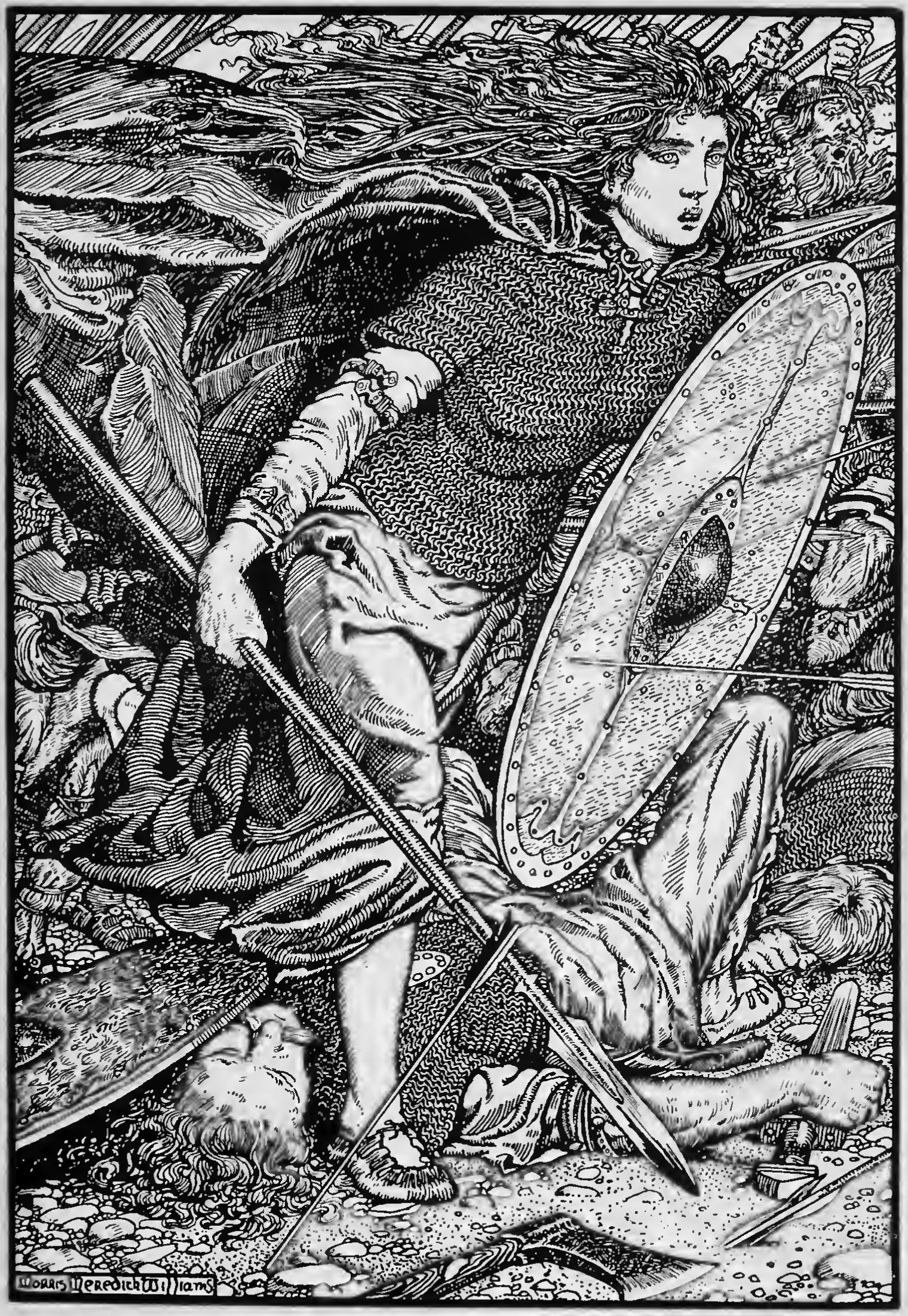
Darstellung Lathgerthas in einer Lithographie von Morris Meredith Williams (1913)

Lathgertha (auch Ladgerda, Ladgertha oder Lagertha) war nach den Schilderungen des Saxo Grammaticus aus dem 12. Jahrhundert eine nordische Schildmaid, lokale Herrscherin (Jarl) in Norwegen und erste Gemahlin des dänischen Wikinger-Helden Regner (Ragnar Lodbrok), die im 9. Jahrhundert gelebt haben soll. Für ihre historische Existenz gibt es keine unmittelbaren Belege. Manche Autoren bringen sie mit der Göttin Thorgerd (Þorgerðr Hölgabrúðr) oder den Walküren in Zusammenhang.

## Name
Nach Einschätzungen von Nora Kershaw Chadwick ist der von Saxo verwendete Name Lathgertha eine Latinisierung des altnordischen Namens Hlaðgerðr (Hladgerd). Dieser kann auf die Wortelemente hlaða, „weben“ bzw. hlað, „Spitzenarbeit, Kopfschmuck“ und garðr, „Schutz“ (vergl. Etymologie des Wortes Garten) zurückgeführt werden.
Nach der Deutung von Hilda Davidson bezieht sich dagegen das erste Namenselement hlað auf den Ort Hlaðir (Lade).
Nicht zu verwechseln ist dieser Name mit dem ähnlich lautenden fränkischen bzw. althochdeutschen Namen Luitgard oder Liutgard, in dem nur das zweite Wortelement gard die gleiche Bedeutung hat, während  liut für „Leute“, „Glieder eines Volkes“ steht.
In anderen Sprachen wie dem Englischen gibt es auch abweichende Schreibweisen wie Lagertha, Ladgertha oder Ladgerda.

## Leben Lathgerthas bei Saxo
Das neunte Buch der Gesta Danorum (9, 4, 1 – 9, 4, 11) des Saxo Grammaticus ist der einzige mittelalterliche Text, in dem von Lathgertha berichtet wird. Saxo stellt Lathgertha als kriegserfahrene Frau und erste Gattin des dänischen Königs Regner Lothbrog vor, mit dem sie drei Kinder hat. Lathgerthas auffälligste Merkmale sind die trotz ihrer zarten Glieder außerordentlichen kriegerischen Fähigkeiten und ihr prächtiges langes Haar. Ihr Wohnsitz befindet sich in der Gegend des Gaula-Tals (Gølerdal) in Norwegen.

### Aufständische gegen sexuelle Versklavung
Lathgertha tritt bei Saxo zu der Zeit in das Rampenlicht der Geschichte, als der schwedische König Frø (Frö, altnordisch Freyr) in Norwegen einfällt, den dortigen König Sywardus erschlägt und die Frauen von dessen Hof in ein Bordell schickt, um sie zur Prostitution zu zwingen. Der Enkel des erschlagenen Norwegerkönigs, Regner, zieht daraufhin mit einer Streitmacht nach Norwegen, um Sywardus zu rächen. Viele der gedemütigten Hoffrauen finden sich nicht mit ihrem Schicksal ab, sondern sammeln sich bewaffnet und in Männerkleidung zur Gegenwehr und verhelfen so Regner zu seinem Sieg über Frö, der im Kampf fällt.
Lathgertha, die in erster Reihe streitet, sticht unter den Kämpfenden als besonders tapfer hervor. Sie ist laut Saxo bereits eine kriegserfahrene Frau (perita bellandi femina).

### Ehe und Kinder mit Regner
Regner verliebt sich in die junge kriegerische Frau, die er als solche an ihrem langen Haar erkennt und über die er erfährt, dass sie einer edlen norwegischen Familie entstammt. Er bekennt, dass er ihr den Sieg zu verdanken hat. Er hält um ihre Hand an, worauf sie ihm über Boten mitteilt, dass sie ihn in ihrem Palast erwarte. Regner reist mit einem Schiff zu ihr, doch warten dort zwei von ihr abgestellte wilde Tiere auf ihn: ein Bär und ein Hund. Regner erschlägt die beiden Bestien, so dass Lathgertha schließlich in die Ehe einwilligt. Aus der Ehe gehen zwei Töchter hervor, deren Namen nicht bekannt sind, und ein Sohn namens Fridlevus (Fridlew).
Regner verlässt Lathgertha, nachdem er sich in Thora, die Tochter des Königs Herothus, verliebt hat. Er besiegt zwei riesige giftige Schlangen, die der König hat leichtsinnig aufziehen lassen, und nimmt danach Thora zur Frau.

### Zweite Ehe und erneuter Kampf
Auch Lathgertha heiratet erneut, woraus aber offensichtlich keine glückliche Ehe wird. Als ihr früherer Gemahl Regner mit seinen Seeländern von den Jüten und Schonen unter ihrem König Harald bedrängt wird, bittet er seine verstoßene Gattin um Unterstützung. Da ihre „erste Liebe […] ihr Herz noch zum Überströmen“ erfüllt (pristini amoris pertinaciore haustu exuberans), eilt sie ihm tatsächlich mit ihrem neuen Mann, ihrem Sohn und 120 Schiffen zu Hilfe. Wieder ist es Lathgertha, die durch ihr Kampfesgeschick Regner zum Siege verhilft, so dass Harald die Flucht ergreift. Nach ihrer Heimkehr ersticht Lathgertha ihren zweiten Gemahl, so dass sie in ihrem Reich nun allein herrschen kann. Saxo schreibt hierzu laut Paul Herrmanns Übersetzung (9, 4, 11, 4): „Der trotzige Sinn der Frau wollte nicht das Reich mit dem Gemahle teilen, sondern ohne Mann herrschen.“ (Insolentissimus namque feminae spiritus absque viro regnum gerere quam fortunae eius communicare iucundius duxit.)
Hiermit endet Saxos Darstellung von Lathgerthas Leben. Über ihr weiteres Leben und ihren Tod erfahren wir nichts. Lathgerthas zweiter Gemahl wird nicht beim Namen genannt, und die Vermählung der beiden taucht im Bericht nicht auf.

## Mögliche Quellen und Vorbilder Saxos
Die Historikerin Judith Jesch betrachtet die in den ersten neun Büchern der Gesta Danorum erzählten Geschichten einschließlich der Berichte über Lathgertha als großenteils fiktional. Nach ihrer Einschätzung schöpfte Saxo bei der Beschreibung von Lathgertha und anderer Kriegerinnen aus den klassischen Legenden von Amazonen aus dem Altertum, wahrscheinlich aber auch aus unbekannten altnordischen, insbesondere isländischen Quellen.
Eine Frau namens Hlaðgerðr, Herrscherin der Hlaðeyjar, erscheint in der Skjöldunga Saga aus dem 6. Jahrhundert. Sie stellt dem Skjöldung-König Halfdan zwanzig Schiffe zur Verfügung, um seine Feinde zu besiegen. Hilda Ellis Davidson weist in ihrem Kommentar zu den Gesta auf die Verwendung des Namens Luitgard durch die Franken hin, so etwa bei Luitgarde de Vermandois (914–978), und auf den möglichen Ursprung der Lathgertha-Legende in der fränkischen Tradition.

### Beziehung zu den Walküren
Judith Jesch sieht in der Formulierung Saxos circumvolans (9, 4, 11, 2), von Paul Herrmann ins Deutsche übersetzt als „durch eine geschickte Schwenkung“, in deren Folge Lathgertha in den Rücken der Feinde gerät und so die Furcht von den Freunden auf die Feinde verlagert, eine Zuschreibung tatsächlicher Flugfähigkeit, wie sie auch in einer englischen Übersetzung flying round von Peter Fisher zum Ausdruck kommt. Dies wiederum bringt Jesch damit in Zusammenhang, dass die Erzählungen über die Wikinger-Kriegerinnen auf Vorstellungen von den Walküren zurückzuführen seien. Hilda Davidson stellt insbesondere Parallelen mit der Geschichte von Kára heraus, einer Walküre, die in der Schlacht Helgi Haddingjaskati unterstützt, indem sie als Schwan über dem Schlachtfeld fliegt und zaubert.

### Identifikation mit Thorgerd
Hilda Davidson und Nora Kershaw Chadwick sehen es als möglich bzw. sehr wahrscheinlich an, dass Lathgertha mit Þorgerðr Hölgabrúðr (Thorgerd) identisch ist, einer in Jómsvíkinga saga und anderen Sagen auftauchenden Göttin. Thorgerd wurde von dem norwegischen Herrscher Haakon (937–995), der in Hlaðir (Lade) lebte, verehrt und wohl auch geehelicht. Hierauf könnte auch der Name Hlaðgerðr zurückgehen. Das nahe gelegene Gølerdal, das Tal des Gaula-Flusses, in dessen Gegend Lathgertha laut Saxo lebte, war ein Zentrum des Thorgerd-Kults. Laut Snorri Sturluson lebte auch Haakons Gemahlin Thora hier. Schließlich ähnelt Saxos Beschreibung der Lathgertha mit ihrem wallenden Haar, die Regner zu Hilfe eilt, den Darstellungen der Thorgerd und ihrer Schwester Irpa, die Haakon helfen, im Flateyjarbók.

## Negatives Frauenbild Saxos
An zwei Stellen wird Lathgertha als arglistig beschrieben: bei der „Begrüßung“ Regners mit zwei bissigen Tieren und besonders beim Mord an ihrem zweiten Ehemann, für den „der trotzige Sinn der Frau, […] ohne Mann [zu] herrschen,“ ausschlaggebend gewesen sei. Judith Jesch erkennt in Saxos Darstellung der Kriegerinnen eine Frauenfeindschaft (Misogynie), wie sie Kirchenvertretern jener Zeit eigen war. So habe Saxo in Frauen lediglich sexuelle Wesen gesehen. Indem die Wikinger-Kriegerinnen diese Rolle ablehnten, seien sie beispielhaft für die Unordnung im alten heidnischen Dänemark gewesen, die erst durch die Kirche und stabile Monarchie beseitigt worden seien.

## Rezeption

### Theater und Ballett
Christen Pram verfasste auf der Grundlage von Saxos Gesta Danorum ein historisches Theaterstück mit dem Titel Lagertha (1789). Dieses war wiederum Vorlage für das Ballettstück Lagertha (1801) von Vincenzo Galeotti (Choreographie) und Claus Schall (Musik), das als Gesamtkunstwerk Lieder, Pantomime, Tanz und Dialoge umfasst. Die Aufführung am Kongelige Teater zu Kopenhagen unter dem Direktor Galeotti war gut besucht.

### Film
In der kanadisch-irischen Fernsehserie Vikings spielt Katheryn Winnick als eine der Hauptrollen eine Schildmaid Lagertha, die teilweise auf den Darstellungen Saxos beruht. Auch hier geht ihr Gemahl Ragnar Lodbrok eine neue Beziehung ein, jedoch ist seine neue Frau nicht Thora, sondern Aslaug, die nicht bei Saxo, dafür aber in Ragnars saga vorkommt. Lagertha erdolcht hier ihren zweiten Mann, nachdem er sie bei ihrem Feldzug zur Unterstützung Ragnars nicht begleitet und nach ihrer Rückkehr öffentlich gedemütigt hat.